# مونا دول
'منى دول (بالفرنسية: Mona Dol)‏، (أميلي أليس غابرييل ديلبارت) (مواليد 28 مايو 1901 في ليل - توفيت 29 ديسمبر 1990 في باريس)، هي ممثلة فرنسية.

## روابط خارجية
- مونا دول في قاعدة بيانات الأفلام على الإنترنت